# Valère Billen
Valère Billen (1952. november 23. –) belga labdarúgóedző. 2006-ban az Újpest vezetőedzője.

## Pályafutása
1993 és 2016 között tevékenykedett edzőként. Többnyire belga klubcsapatoknál dolgozott. 1996 és 2001 között a KV Mechelen együttesénél dolgozott 2000-ben vezetőedzőként. 2005-ben a
Lokeren, 2006-ban az Újpest FC, 2007-ben a Sint-Truidense, 2009 és 2011 között a Beerschot AC szalmai munkáját irányította. 2012–13-ban a szváziföldi válogatott szövetségi kapitánya volt.